# Милена Крсмановић
Милена Крсмановић (1946) српска је сликарка.

## Биографија
Рођена је 1946. године. Завршила је постдипломске студије Академије ликовних уметности у Београду. Самостално је излагала у Београду и Смедереву 1973. и Лесковцу 1974. Учествовала је на изложби „Генерација '70–'71”, групним изложбама новопримљених чланова Удружења ликовних уметника Србије и Октобарског салона 1971, изложби Дунавске ликовне колоније младих, Треће колоније младих у Ивањици и другим. Добитница је прве награде Универзитетског одбора Савеза студената Београдског универзитета 1970, прве награде Ликовне колоније младих у Ивањици и прве награде Дунавске колоније.